# Élections sénatoriales néerlandaises de 2019
Les élections sénatoriales néerlandaises de 2019 (en néerlandais : Eerste Kamerverkiezingen 2019) ont lieu le 27 mai au scrutin indirect. Les 570 nouveaux membres des États provinciaux issus des élections du 20 mars — ainsi que pour la première fois les 19 grands électeurs des communes à statut particulier de Bonaire, Saba et Saint-Eustache — renouvellent ainsi les 75 sénateurs de la Première Chambre des États généraux.
Le scrutin est marqué par l'arrivée en tête du parti de droite nationaliste Forum pour la démocratie (FvD), participant pour la première fois aux élections sénatoriales. Néanmoins, du fait d'un faible soutien des autres partis, la présidence de la Première Chambre après le scrutin revient à Jan Anthonie Bruijn, membre du Parti populaire pour la liberté et la démocratie (VVD), arrivé deuxième. Le gouvernement perd cependant sa majorité à la Première Chambre, les partis de coalition reculant d'un total six sièges.

## Modalités
La Première Chambre des États généraux est la chambre haute du parlement néerlandais. Elle  est composée de 75 membres élus pour quatre ans au scrutin indirect par un collège électoral composé des membres des États provinciaux (Provinciale Staten) ainsi que — pour la première fois lors de ces élections — de membres choisis par les élus des communes à statut particulier de Bonaire, Saba et Saint-Eustache. Le scrutin est proportionnel plurinominal avec listes fermées dans une unique circonscription nationale. Après décompte des voix, la distribution des sièges se fait à chaque parti en proportion de son nombre de voix.
La voix de chaque grand électeur est pondérée en tenant compte de la démographie provinciale ou communale au 1er janvier de l'année au cours de laquelle se tient le scrutin, et du nombre d'élus par collectivité territoriale. La valeur de leur vote est ainsi proportionnelle à la population de la province dans laquelle ils sont élus, divisée par le nombre d'élus aux États provinciaux dans la province concernée, le tout divisé par 100. Ce calcul permet de donner un « poids » (stemwaarde) aux votes des membres en fonction de la population de la collectivité qu'ils représentent. Le collège électoral est ainsi composé en 2019 de 589 membres pour un total de 173 125 voix pondérées, avec un poids allant de 5 pour un élu de la commune à statut particulier de Saba à 668 pour celui d'un élu provincial de Hollande-Méridionale.
Dans les douze provinces constituant la Partie continentale du pays, les membres des assemblées provinciales sont directement grands électeurs. Depuis 2019, les communes de Bonaire, Saba et Saint-Eustache situées dans les Caraïbes disposent chacun de leur collège électoral, les élus des conseils municipaux de chacune des îles choisissant les grands électeurs. Le collège électoral qui procède à l'élection de la Première Chambre est l'addition de ces trois collèges. 
Le scrutin est indirect. Une fois élus au suffrage universel dans chacune des provinces des Pays-Bas, les membres des États provinciaux procèdent à l'élection des sénateurs dans les trois mois qui suivent leur propre élection. La proximité des deux votes donnent aux élections provinciales une coloration nationale puisque la tendance politique de la Première Chambre dépend du résultat des élections dans chaque province.
| Territoire              | Élus | Habitants | Valeur de vote |
| ----------------------- | ---- | --------- | -------------- |
| Hollande-Méridionale    | 55   | 3 674 146 | 668            |
| Hollande-Septentrionale | 55   | 2 853 488 | 519            |
| Brabant-Septentrional   | 55   | 2 544 995 | 463            |
| Gueldre                 | 55   | 2 071 913 | 337            |
| Utrecht                 | 49   | 1 342 194 | 274            |
| Overijssel              | 47   | 1 156 373 | 246            |
| Limbourg                | 47   | 1 116 127 | 237            |
| Frise                   | 43   | 647 740   | 151            |
| Groningue               | 43   | 584 094   | 136            |
| Drenthe                 | 41   | 492 179   | 120            |
| Flevoland               | 41   | 416 431   | 102            |
| Zélande                 | 39   | 383 073   | 98             |
| Bonaire                 | 9    | 20 104    | 22             |
| Saint-Eustache          | 5    | 3,138     | 6              |
| Saba                    | 5    | 1 915     | 4              |

## Résultats
|                          |                                                        |      |         |       |      |        |               |  |  |  |  |  |  |  |
| Parti                    | Parti                                                  | Voix | Poids   | %     | +/-  | Sièges | +/-           |  |  |  |  |  |  |  |
|                          | Forum pour la démocratie (FvD)                         | 87   | 27 473  | 15,87 | Nv   | 12     | 12            |  |  |  |  |  |  |  |
|                          | Parti populaire pour la liberté et la démocratie (VVD) | 78   | 26 157  | 15,11 | 0,68 | 12     | 1             |  |  |  |  |  |  |  |
|                          | Appel chrétien-démocrate (CDA)                         | 76   | 19 756  | 11,41 | 4,20 | 9      | 3             |  |  |  |  |  |  |  |
|                          | Gauche verte (GL)                                      | 65   | 19 363  | 11,18 | 5,92 | 8      | 4             |  |  |  |  |  |  |  |
|                          | Démocrates 66 (D66)                                    | 50   | 15 154  | 8,75  | 3,00 | 7      | 3             |  |  |  |  |  |  |  |
|                          | Parti travailliste (PvdA)                              | 56   | 14 921  | 8,62  | 2,43 | 6      | 2             |  |  |  |  |  |  |  |
|                          | Parti pour la liberté (PVV)                            | 38   | 11 298  | 6,53  | 5,05 | 5      | 4             |  |  |  |  |  |  |  |
|                          | Parti socialiste (SP)                                  | 35   | 10 179  | 5,88  | 6,40 | 4      | 5             |  |  |  |  |  |  |  |
|                          | Union chrétienne (CU)                                  | 33   | 8 707   | 5,03  | 0,58 | 4      | 1             |  |  |  |  |  |  |  |
|                          | Parti pour les animaux (PvdD)                          | 20   | 6 550   | 3,78  | 0,62 | 3      | 1             |  |  |  |  |  |  |  |
|                          | 50 Plus (50+)                                          | 18   | 5 251   | 3,03  | 0,57 | 2      | en stagnation |  |  |  |  |  |  |  |
|                          | Parti politique réformé (SGP)                          | 15   | 4 493   | 2,60  | 0,38 | 2      | en stagnation |  |  |  |  |  |  |  |
|                          | Groupe indépendant du Sénat (OSF)                      | 13   | 2 265   | 1,31  | 1,15 | 1      | en stagnation |  |  |  |  |  |  |  |
|                          | Denk (DENK)                                            | 4    | 1 563   | 0,90  | Nv.  | 0      | en stagnation |  |  |  |  |  |  |  |
|                          |                                                        |      |         |       |      |        |               |  |  |  |  |  |  |  |
| Suffrages exprimés       | Suffrages exprimés                                     | 588  | 173 121 | 99,83 |      |        |               |  |  |  |  |  |  |  |
| Votes blancs et nuls     | Votes blancs et nuls                                   | 1    | 4       | 0,17  |      |        |               |  |  |  |  |  |  |  |
| Total                    | Total                                                  | 589  | 173 125 | 100   | -    | 75     | en stagnation |  |  |  |  |  |  |  |
| Abstentions              | Abstentions                                            | 0    | 0       | 0,00  |      |        |               |  |  |  |  |  |  |  |
| Inscrits / Participation | Inscrits / Participation                               | 589  | 173 125 | 100   |      |        |               |  |  |  |  |  |  |  |